# Saudi-Arabien ved sommer-OL 2016
Saudi-Arabien deltog ved Sommer-OL 2016 i Rio de Janeiro som blev arrangeret i perioden 5. august til 21. august 2016.

## Medaljer
| 2016 Rio de Janeiro | Guld | Sølv | Bronze | Total |
| Saudi-Arabien       | 0    | 0    | 0      | 0     |